# 胡倫
胡倫（1453年—？），字天敘，四川潼川州安岳縣人，成都府漢州軍籍，明朝政治人物。

## 生平
四川鄉試第四十名舉人。成化二十三年（1487年）中式丁未科會試第四十三名，二甲第七十一名進士。

## 家族
曾祖胡隆；祖父胡琰；父胡宏，大使。母陳氏。具庆下。